# Marvelous Nakamba
Marvelous Nakamba (Hwange, 19 de janeiro de 1994) é um futebolista profissional zimbabuano que atua como meia. Atualmente joga no Luton Town e representa a Seleção de Zimbábue.

## Carreira
Marvelous Nakamba representou o elenco da Seleção Zimbabuense de Futebol no Campeonato Africano das Nações de 2017.